# Byeloruskaya Hrada
Byeloruskaya Hrada är en ås i Belarus. Den ligger i den centrala delen av landet, 50 km sydväst om huvudstaden Minsk.
Omgivningarna runt Byeloruskaya Hrada är en mosaik av jordbruksmark och naturlig växtlighet. Runt Byeloruskaya Hrada är det ganska tätbefolkat, med 52 invånare per kvadratkilometer.